# Europejska Nagroda Muzyczna MTV dla najlepszego albumu
Europejska Nagroda Muzyczna MTV dla najlepszego albumu – nagroda przyznawana przez redakcję MTV Europe podczas corocznego rozdania MTV Europe Music Awards. Nagrodę dla najlepszego albumu po raz pierwszy przyznano w 1998 r. O zwycięstwie decydują widzowie za pomocą głosowania internetowego i telefonicznego (smsowego).

## Zwycięzcy i nominowani

### 1998
- Madonna – Ray of Light
  - All Saints – All Saints
  - The Beastie Boys – Hello Nasty
  - Massive Attack – Mezzanine
  - Robbie Williams – Life Thru a Lens

### 1999
- Boyzone – By Request
  - Backstreet Boys – Millennium
  - Lauryn Hill – The Miseducation of Lauryn Hill
  - The Offspring – Americana
  - Red Hot Chili Peppers – Californication

### 2000
- Eminem – The Marshall Mathers LP
  - Bon Jovi – Crush
  - Macy Gray – On How Life Is
  - Moby – Play
  - Travis – The Man Who

### 2001
- Limp Bizkit – Chocolate Starfish and the Hot Dog Flavored Water
  - Dido – No Angel
  - Madonna – Music
  - Travis – The Invisible Band
  - U2 – All That You Can’t Leave Behind

### 2002
- Eminem – The Eminem Show
  - Coldplay – A Rush of Blood to the Head
  - Kylie Minogue – Fever
  - No Doubt – Rock Steady
  - Pink – M!ssundaztood

### 2003
- Justin Timberlake – Justified
  - 50 Cent – Get Rich Or Die Tryin’
  - Christina Aguilera – Stripped
  - The White Stripes – Elephant
  - Robbie Williams – Escapology

### 2004
- Usher – Confessions
  - Beyoncé – Dangerously in Love
  - The Black Eyed Peas – Elephunk
  - Dido – Life for Rent
  - OutKast – Speakerboxxx/The Love Below

### 2005
- Green Day – American Idiot
  - 50 Cent – The Massacre
  - Coldplay – X&Y
  - Gwen Stefani – Love. Angel. Music. Baby.
  - U2 – How to Dismantle an Atomic Bomb

### 2006
- Red Hot Chili Peppers – Stadium Arcadium
  - Christina Aguilera – Back to Basics
  - Nelly Furtado – Loose
  - Madonna – Confessions on a Dance Floor
  - Muse – Black Holes & Revelations

### 2007
- Nelly Furtado – Loose
  - Akon – Konvicted
  - Avril Lavigne – The Best Damn Thing
  - Linkin Park – Minutes to Midnight
  - Amy Winehouse – Back to Black

### 2008
- Britney Spears – Blackout
  - Coldplay – Viva la Vida or Death and All His Friends
  - Duffy – Rockferry
  - Alicia Keys – As I Am
  - Leona Lewis – Spirit